# Agardite-(Dy)
L'agardite-(Dy) è un minerale non riconosciuto ufficialmente dall'IMA perché il nome è stato pubblicato senza approvazione in quanto non sono stati forniti dati quantitativi accurati sulla composizione chimica. Probabilmente si tratta di agardite-(Y).